# 로저 스미스 (임원)
로저 본햄 스미스(Roger Bonham Smith, 1925년 7월 12일~2007년 11월 29일)는 미국의 기업인이다.
1947년, 미시건 대학교에서 학사 과정을, 1953년 동 학교의 Ross School Business 과정으로 MBA를 취득하였다.
1981년부터 1990, 1991년까지 제너럴 모터스(GM)의 회장 겸 CEO 였으며, 마이클 무어의 1989년 다큐멘터리 영화 Roger & Me 의 주요 소재로 널리 알려져 있다.
스미스는 변화에 저항하는 보수적인 익명의 관료인 이미지를 가진 구식 마지막 부패한 General Motors 회장인 것처럼 보였다. 그러나 산업 및 시장 상황에 힘입어 Smith는 GM 역사상 가장 근본적인 변화를 감독했다. 예를 들어 후지쯔와의 기술 도입을 통한 로봇 자동화 추진,  일본차 업계 대항을 위한 Saturn Corporation 설립, 세계 최초 태양열 자동차 대회 참가(이것의 노하우는 GM EV1 양산에 도움을 주었다.) 등등... Roger Smith가 GM회장에 취임했을 때 지엠은 1920년대 초반 이후 처음으로 연간 적자를 기록하고 있었으며 그는 곧 공장 임원들의 임금을 삭감하여 경영진들에 배당하였다. 그 명성은 소송, 지속적인 품질 문제, 나쁜 노동 관계, Oldsmobiles에 쉐보레 엔진 설치, 설계에 대한 대중의 항의, 그리고 잘못 설계된 디젤 엔진 및 특히 원가 절감을 위한 극도로 심각한 배지 엔지니어링으로 인한 경쟁력 악화 등으로 인해 손상되었다. 제너럴 모터스도 처음으로 외국 자동차 회사에 시장 점유율을 슬슬 잃고 있었으며 훗날 도요타, 닛산, 마쓰다, 현대자동차 등에 궁극적으로 미국 비 플릿 자동차 점유율을 상위권으로 올리게 되고 만다.
지엠이 경쟁력을 갖기 위해서는 구조를 완전히 바꿔야 한다고 판단한 로저 스미스는 대대적인 변화를 시작했다. 이니셔티브에는 피트 에스테스의 경영방침을 이어 전륜구동 세계화, 사업부 통합, 일본 및 한국 자동차 제조업체(스바루, 이스즈, 대우자동차 등..)와의 전략적 합작 투자 설립, 상술한 Saturn 출범, 공정 무인 자동화에 막대한 투자, 상술한 회사에서 위험을 회피하는 관료주의 제거 시도 등이 포함되었다. 그러나 그의 광범위한 목표는 회사의 저항하는 기업 문화에 직면하여 효과적으로 구현하기에는 너무 야심찬 것으로 판명되었다.
예를 들어 로봇이 로봇끼리 서로 칠하는 등의 결함이나 미국 내 상당수 공장 폐쇄 및 멕시코 공장 신설 이전 등으로 인한 노조 퇴직금으로 인해 로봇 및 노조 관리비가 로봇 도입비 및 공장 이설 비용을 능가하여 최고 수준으로 올라가는 것 등등...
그의 비전에도 불구하고 그는 제너럴 모터스의 주요 사업을 성공적으로 통합할 수 없었고 지엠의 근본적인 문제의 근본 원인을 해결하는 데 실패했다.

지엠의 쇠퇴와 관련하여 논란이 많은 인물이라 로저 스미스의 임기는 대개 실패로 간주된다. 미국 시장에서 General Motors의 점유율이 46%에서 35%로 떨어졌고 회사는 1990년대 초 불황 동안 파산 직전까지 갔기 때문이다.

## 말년과 사후
이후 테네시주의 새턴 본사 순회를 끝으로 은퇴하고 슬하 아들과 딸 둘, 손자 손녀 여섯을 남긴 채 2007년 11월 29일 자신의 침대에서 사망하였다.
로저 스미스와 그의 유산은 자동차 작가와 역사가들 사이에서 상당한 관심과 논쟁의 주제로 남아 있으며 상당수는 그를 무능한 상사로 취급하는 것이 중론이다.
한편 릭 왜고너는 “변화가 심한 시기에 회사를 이끌었으며 변화를 이해하고 받아들일 줄 알았다” 라고 추모사를 올렸다.
다만 최근들어 메리 배라가 급진적 전동화를 추진하다가 대봉쇄로 인한 경제 악화로 전기차 전용 공장들이 기동이 지연되거나 혼다와의 전기차 부문 전략적 제휴 파트너십 백지화 등으로 지엠이 사상 최악의 경영악화로 인해 사후 재평가를 받고 있긴 하다.

## 같이 보기
- 리 아이어코카: 회장 재임 당시 크라이슬러 회장
- 로버트 앤서니 루츠
- 릭 왜고너